# Ny Carlsberg Glyptotek
Glyptoteket (gr. glyptos, udskæring eller skulptur og theke, et sted, hvor noget er samlet/opstillet) er et museum.
Ny Carlsberg Glyptoteks stifter, brygger Carl Jacobsen (1842-1914), var en passioneret kunstsamler, som samlede antik og moderne kunst fra hele verden. Først var hans store og prægtige kunstsamling beregnet til ham selv og hjemmet i Valby. Det blev dog hurtigt klart, at hjemmet i Valby ikke kunne rumme hele Jacobsens samling, eftersom han blev ved med at samle kunstobjekter med den samme ildhu, som da han startede. Han flyttede derfor i 1882 samlingen til det gamle Glyptothek på Carlsberg lige op ad hans bryggeri, hvor det blev åbent for offentligheden d. 5. november 1882. Brygger Carl Jacobsen skænkede sin samling til det danske folk i 1888 med henblik på, at den danske stat skulle opstille samlingen i en bygning i København. Den nye beliggenhed krævede et nyt navn, og således kom samlingen til at hedde ”Ny Carlsberg Glyptotek”. Ny Carlsberg Glyptoteks første bygning på Dantes Plads, Dahlerup bygningen, blev indviet i 1897. Herefter er Ny Carlsberg Glyptotek blevet udvidet i 1906, 1996 og 2006.

## Bygningen
Det var meget vigtigt for brygger Carl Jacobsen, at Ny Carlsberg Glyptotek ikke alene blev oplevet, som et ophøjet og prægtigt kunsttempel, men at bygningen i sig selv tog vejret fra de besøgende, og at den havde en betagende sfære. Dette gjorde, at Carl Jacobsen ønskede, at bygningen skulle udstråle en gennemgående æstetisk følelse, som de besøgende kunne mærke. Denne følelse er blevet vedligeholdt igennem hele Ny Carlsberg Glyptoteks bygning på trods af flere udvidelser gennem tiden.
Vilhelm Dahlerup, Hack Kampmann, Henning Larsen og Dissing+Weitling er navnene på de prominente arkitekter og firmaer, der har formgivet ensemblet af bygninger. 

### Dahlerups Bygning
Vilhelm Dahlerups bygning er den ældste del af Glyptoteket, som blev indviet den 1. maj 1897.
Bygningen består af et trefløjet kompleks i hesteskoform. Dens tagbelægning består af glas og kobber, og bygningen selv er lavet af røde tegl. Facaden mod Dantes Plads har klare referencer til den venetianske paladsarkitektur fra Renæssancen; et harmonisk forløb af store, søjlebårne nicher flankerer indgangspartiet i tre stokværk, bag hvilket Vinterhavens kuppel rejser sig.
Forhallen er overdådigt dekoreret med kassetteloft, marmorsøjler og er tydeligt influeret af Renæssancekunsten. Forhallen giver adgang til to sidelyssale, hvor man kan se fransk og dansk skulptur. Forhallens trapperum omkranser Vinterhaven, og leder til Guldaldersamlingen. Disse trapperum er beklædt med marmorplader, og loftet er dekoreret med glasmalerier med blomsterranker og sommerfugle, som tillader det naturlige dagslys at sive ind.
- Dahlerup bygningen, foyer
- Dahlerup bygningen, sidelyssale
- Ny Carlsberg Glyptotek facade
- Ny Carlsberg Glyptotek facade

### Vinterhaven
Fra forhallen leder dagslyset de fleste videre mod den centrale gård, Vinterhaven. Vinterhaven er ligesom den omliggende bygning mod Dantes Plads tegnet af arkitekten Vilhelm Dahlerup (1836-1907). Mens Dahlerups bygning blev indviet i 1897, kom den overdækkede vinterhave først til i 1906. Kuplen var allerede med i de oprindelige planer – dengang som en stenkuppel. Men opførelsen af kuplen blev udsat, og det kom til at betyde, at kuplen, i stedet for sten, blev udført i jern og glas i stil med de væksthuse og udstillingspavilloner, som blev populære i slutningen af 1800-tallet og muliggjort med industrialismens jernstøberi.
Ved indvielsen d. 27. juni 1906 beskrev Glyptotekets grundlægger, Carl Jacobsen, i sin åbningstale selv idéen med Vinterhaven som en nydelsesfuld og sanselig indgang til kunsten: “Jeg tænker mig, at det Grønne om Vinteren kan drage Folk herind, og naar de da ser paa Palmerne, falder der maaske ogsaa en Tanke af til Statuerne.” 

### Kampmanns Bygning
Hack Kampmanns bygning blev indviet d. 27. juni 1906.
Da Carl og hans hustru, Ottilia Jacobsen, skænkede deres antiksamling til det danske folk i 1888, var samlingen blevet så stor, at der måtte en hel ny bygning til at huse samlingen. Til dette formål blev der udskrevet en arkitekturkonkurrence, som blev vundet af Hack Kampmann (1856-1920).
Kampmann bygningen har sin egen facade mod sydvest, som skal afspejle det antikke indhold. Ro, monumentalitet og antikke arkitekturformer præger derfor bygningens ydre. Ovenpå bygningens facade er en trinpyramide, hvorpå der står en forgyldt bronzekopi af en klassisk Athene-statue.
Kampmanns bygning er firfløjet og i to etager, som vender ryggen til den ældre Dahlerup bygning. De fire fløje ligger symmetrisk omkring en forlængelse af midteraksen i Dahlerups bygning. Som krævet af brygger Jacobsen er Kampmanns bygning belyst alene gennem ovenlys eller store sidevinduer.
Vinterhaven blev oprindelig tegnet af Dahlerup, men blev først opført med Kampmanns bygning. Carl Jacobsens idé bag Vinterhaven var at give de besøgende et sted at hvile sig under deres besøg. Samtidig med at kunsten kunne opleves i mere ukonventionelle omgivelser.
Overgangen fra Vinterhaven til Festsalen og skulptursalene i bel-etagen sker via et trapperum, der munder ud i Løvehallen, Antiksamlingens forhal. Herfra kan man få adgang til både den ægyptiske og antikke samling, hvis rum har hvælvede lofter, røde terrazzogulve og bærende piller af granit.
Streng aksialitet og symmetri er gennemgående i alle salene, som alle har mosaikornamenterede terrazzogulve og lofter med stukdekoration. Hver sal har imidlertid sit eget præg, som kommer til udtryk via vekslende rumstørrelser, farver og dekorationsmotiver.
Et af antiksamlingens mest spektakulære rum er Festsalen, hvis forbillede er et senklassisk græsk tempelanlæg. Anlægget består af en stor rektangulær plads med søjlegange på tre sider. Templets facade udgør den fjerde og sidste side, hvorpå der står ”Carl og Otilla Jacobsen”. Mellem de ioniske marmorsøjler står romerske skulpturer. Gulvene er belagt med fliser af farvet/broget marmor, og inde i templets forhal står søjler af poleret granit.
- Athene-statue ovenpå Kampmann bygningens facade
- Vinterhaven
- Festsalen
- Vinterhaven med Kai Nielsens "Vandmoderen"

### Larsens Bygning
Henning Larsens bygning blev indviet d. 27. juni 1996.
I 1992 vandt den danske arkitekt Henning Larsen konkurrencen om en tilbygning til Ny Carlsberg Glyptotek. Den nye bygning var nødvendig for at give den Franske Malerisamling og dele af den Ægyptiske Samling et klimatisk regulerbart område, og at sikre kunstgenstandenes bevarelse. Desuden var det af betydning at sikre, at Ny Carlsberg Glyptotek kunne have en udstillingsbygning, som lever op til de høje krav, kunstinstitutionerne verden over kræver i forbindelse med at udlån af værker.
Man har adgang til Larsens bygning fra Vinterhaven via en glaskorridor, som lægger sig op ad Kampmanns antiksale. Den tre etagers høje bygning er omgivet af en bred, åben, og svagt stigende trappe. Denne trappe giver adgang til alle salene, og ender i en tagterrasse. Samtlige udstillingssale belyses kun kunstigt for at skåne værkerne mest muligt. Gulvene i de Franske Malerisale er lavet af hvid italiensk marmor.
I stueplan og på førstesal, men adskilt fra den franske malerisamling, findes de nye ægyptiske sale, som man har adgang til via Kampmann bygningen. Et af rummene kopierer pyramidernes nedgang til de dunkle og mystiske gravkamre, og er opført med sorte granitgulve.
- Larsens bygning
- Kopi af pyramidernes nedgang til det ægyptiske gravkammer

### Projekt 2006
Carlsbergfondet og Ny Carlsbergfondet forærede generøst museet Ny Carlsberg Glyptotek 100 mio.kr. i 2004 til ombygning af museet. Dette skete i anledningen af Kampmann bygningens 100-års jubilæum i 2006, hvor tilbygningen af museet blev indviet.
Man ønskede at forbedre adgangsforholdene med Dissing+Weitling som arkitekter, som indrettede en stor foyer under Dahlerups bygning med billettering, garderobe, toiletter etc., hvortil der er adgang via fire nye granittrapper fra Forhallen. I Kampmanns bygning er den tidligere Etruskersamling blevet totalrenoveret og kaldes nu ”Middelhavshorisonten”. De øvrige samlingsrum i Dahlerups og Kampmanns bygninger er ligeledes blevet renoveret, og størstedelen malet op i farver inspireret fra 1897/1906.

## Samlingen
Ny Carlsberg Glyptoteks samling rummer mere end 10.000 genstande med hovedvægten på oldtidens kulturer omkring Middelhavet samt dansk og fransk kunst fra 1800- og 1900-tallet.

### Den Antikke Samling
Ny Carlsberg Glyptotek har Nordens største antiksamling. Denne samling er opstillet i to parallelle forløb. I salene 19-25 i Larsens bygningen viser ”Middelhavshorisonten” historien fra begyndelsen i Mellemøsten omkring 6.000 år f.Kr., gennem Grækenland, Etrurien og Romerriget til 5. årh. e.Kr. Salene 1-18 udstiller skulpturer fra oldtidens Ægypten, Palmyra, Grækenland og Romerriget.

#### Den Ægyptiske Samling
Det ægyptiske folk mestrede at producere smuk, holdbar og brugbar kunst som siden dengang er blevet en anerkendt stilart. De blev grækernes og romernes læremestre, som begge tog træk fra ægypternes kunst og inkorporerede dem i deres eget kunstkorpus. Herfra gik arven videre til det senere Europa, hvor trækkene stadigvæk kan identificeres den dag i dag. Ny Carlsberg Glyptoteks Ægyptiske Samling giver beskueren en unik mulighed for at besøge kunstens kilde, og derved se begyndelsen til den europæiske kunst.
I salene 1-4 kan man opleve det storslåede faraoniske Ægypten med hovedvægt på store skulpturer. Disse sale rummer mere end 300 udstillede genstande fra hele Ægypten fra 3.000 f.Kr. til 75 e.Kr. Ny Carlsberg Glyptotek har mange store objekter fra Oldtidens Ægypten, og har bl.a. dobbeltstatuen af kong Ramses II og guden Ptah. Ydermere kan også opleves mindre statuer, som bl.a. en statue af ”En mand i bøn”, en dobbeltstatue af ”En moder og hendes søn”, samt statuer af guder og gudinder.
Udstillingen giver også beskueren mulighed for at opleve statuer og objekter fra oldtidens Nubien, som i nogle perioder var under ægyptisk styre. Nubien var under stor indflydelse af den ægyptiske religion og kunst igennem hele landets levetid, hvilket har resulteret i mange stenstatuer samt bronzestatuetter med ægyptiske karakteristika.
I sal 2 er udstillingen opbygget som en ægyptisk grav. Ny Carlsberg Glyptotek har kopieret en nedgang til et ægyptisk gravkammer, og museets mumier og mumiekister er således udstillet i en gravlignende atmosfære.
I de andre sale kan man også opleve steler, hele gravsæt, gravmodeller, smykker, statuer af guder og konger samt objekter fra Amarna-perioden. Museet udstiller også objekter og statuetter af guder lavet af ler, fajance og bronze.
Et af de mest unikke objekter i udstillingen er en bronzestatue af Seth, som ellers sjældent ses afbildet i statueform.
- Den Ægyptiske Samling
- Bronzer i den Ægyptiske Samling
- Mumier i den Ægyptiske Samling
- "Mumie med portæt" (ÆIN 1425)
- "Mumie med portræt" (ÆIN 1425), detalje
- "Gravmodel af et væverværksted fra Gemni-em-hats grav" (ÆIN 1634)
- Kanopekrukke

#### Den Romerske og Græske Samling
Ny Carlsberg Glyptoteks store samling af marmorskulpturer er af internationalt format. Samlingens tilblivelse skyldes brygger Carl Jacobsens store interesse for fremstillingen af menneskekroppen, som netop kom til i sit fineste udtryk i den antikke verden igennem den antikke skulptur. Skulpturens udvikling og historie kan opleves i alle dens stadier i Ny Carlsberg Glyptoteks Romerske og Græske Samling, hvor menneskeskikkelsens udvikling og billede er i centrum.
I salene 6-18 kan man opleve mere end 800 romerske og græske udstillede genstande, som dateres til tidsperioden ca. 600 f.Kr. – 500 e.Kr. Her kan man opleve smukke skulpturer af guder, gudinder og helte, kejserportrætter, gravrelieffer, vaser samt votivofre.
Ny Carlsberg Glyptotek er i øjeblikket i gang med et projekt, som undersøger farven på de antikke skulpturer. Museet giver deres besøgende en enestående mulighed for at opleve, hvordan antikkens skulpturer rigtigt har set ud, når de originale, hvide skulpturer står side om side med deres bemalede kopi.
Det prægtigste rum i denne samling er Festsalen, som er lavet ud fra et senklassisk græsk tempelanlæg. De besøgende får herved muligheden for at træde flere tusinde år tilbage i tiden, og opleve kunsten i dens naturlige omgivelser. Den store, åbne rektangulære plads vender mod templets forside, hvorpå museets stifteres navn ”Carl & Ottilia Jacobsen” står. På de tre andre sider af pladsen er der en overdækket søjlegang, hvor der står antik romersk kunst imellem søjlerne. Dette rum omgiver den besøgende i en antik og betagende sfære, som kun kan opleves ganske få steder.
Ny Carlsberg Glyptotek har den største Palmyrenske samling udenfor Mellemøsten med sine 100 buster, hvoraf ca. 20 er udstillet. Udstillingen strækker sig over tidsperioden 113-250 e.Kr. Palmyra blev med tiden en romersk provins, og byen blev ødelagt, da den gjorde oprør mod Romerriget. Et af samlingens hovedværk er ”Skønheden fra Palmyra”, hvorpå man stadig kan se maling, og som engang har været prydet med indlagt farvet glas og halv-ædelstene. En af samlingens mange buster er en gravbuste af en ukendt mand, som er blevet afbilledet med en kamel i baggrunden. Dette tyder på at han kan have været ejer af en kamel-karavane eller også har han været en af de få købmænd, der selv rejste rundt med karavanerne.
- Kejser Caligulas originale portræt side om side med den bemalede replika
- Festsalen
- Den Palmyrenske Samling
- Sal med romerske portrætter. I forgrunden ses Pompejus

#### Middelhavshorisonten
I en verden med permeable grænser blev handel og migration en central del af samfundsordenen. Råstoffer, tro på det guddommelige samt handelsvarer blev transporteret over store afstande – fra Afghanistan til Spanien. Udstillingsområdet ”Middelhavshorisonten” i salene 19-23a belyser, hvordan ægyptere og babyloniere, fønikere og grækere, etruskere og romere forholdt sig til dagligdagen, guder, livet og ikke mindst døden.
”Middelhavshorisonten” har mere end 1.400 genstande udstillet. Udstillingen gennemgår historien i årene 6.000 f.Kr. - 400 e.Kr., og giver et bredt overblik over de forskellige kulturer omkring Middelhavet, bl.a. grækerne, romerne, assyrerne & etruskerne.
Udstillingen starter i Mesopotamien hos assyrerne og babylonierne, hvor man får et indblik i deres storslåede kultur. Man kan se alt fra dagligdagsting og skulpturer til store relieffer af konger og guder samt relieffer fra Ishtar-porten og processionsvejen i Babylon. Ny Carlsberg Glyptotek er et af de eneste museer, som har et eksemplar af alle tre typer dyrerelieffer; en tyr og en drage fra Ishtar-porten og en løve fra processionsvejen.
Udstillingen leder derefter beskueren til oldtidens ægyptiske kultur, hvor bl.a. forskellige statuetter og relieffer er udstillet. Herefter kommer man til den etruskiske samling, hvor man kan opleve sarkofager, vaser, urner, portrætter, en kopi af et etruskisk tempel, en rekonstruktion af en fyrstegrav fra Colle del Forno dateret til det 6. århundrede f.Kr., og kopier af gravmalerier. Hovedværket i den etruskiske samling er uden tvivl den store paradevogn, da den er meget velbevaret. Man har fundet plader til en stridsvogn, seletøj til hestene, stykker af hjulene og deres monteringsdeles samt skjolde og spyd, som alle er lavet af smukt metalarbejde.
Efter dette ledes man igennem den romerske og græske kultur, hvor der bl.a. er udstillet smykker, gravsteler, glasvaser, gudestatuer, portrætter, mønter og sarkofager. Udstillingen afsluttes i sal 25 med en opsummering af kulturerne omkring Middelhavet via forskellige objekter, samt nogle få objekter fra Palmyra (det moderne Syrien).
- Relieffer fra Ishtar Porten
- Relieffer fra Ishtar Porten
- Fyrstegraven fra Colle del Forno.

### Den Moderne Samling
Den Moderne Samling består at to samlinger, som begge indeholder malerkunst og skulptur; den Danske og den Franske Samling.
Salene 28-32, 41-44 & 48-55 er dedikeret til dansk maleri og skulptur. Samlingens særlige fokus er de mange værker fra den Danske Guldalder, ca. 1800-1850, af bl.a. C.W. Eckersberg, Christen Købke, Johan Thomas Lundbye og Vilhelm Hammershøi.
Fransk skulptur kan opleves i salene 33-37 & 46 med hovedvægten på værker af Auguste Rodin, mens fransk malerkunst med fokus på især impressionisme vises i salene 56-66. Her er de over 40 værker af Paul Gauguin udstillet, samt værker af Claude Monet, Edgar Degas, Vincent van Gogh & Paul Cézanne.

#### Den Danske Maleri og Skulptur Samling
Ny Carlsberg Glyptoteks Danske Skulptursamling stammer fra årene efter 1850, og kan opleves i salene 31-32 og 41-44.
Stifter af Ny Carlsberg Glyptotek, brygger Jacobsen (1842-1914) var optaget af samtidens skulptur og ønskede derfor, at hans Glyptotek skulle udstille skulpturer fra tidens bedste skulptører. Dette betød at Jacobsen begyndte at samle værker skabt af Thorvaldsen-eleverne Freund, Bissen og Jerichau.
Samlingen afspejler skulptørernes søgen efter nye idealer og standarder for både motiv og formbehandling i skulpturen.
Den nordiske mytologi og bibelske moraler bliver genfortalt af menneskekroppe af ler, gips, træ og metal, som bl.a. kan ses i H. E. Freunds ”Loke” eller ”Odin”. Dette står i skarp kontrast til portrætteringerne af den sociale realisme.
Skulpturernes form og indhold nærmer sig hinanden i symbolisme med skildringer af menneskelige skæbner formgivet i skulpturens positurer. Den moderne skulptur i Danmark varsler sin begyndelse med vredne kroppe, udtryksfulde ansigter og sanselig nøgenhed.
I salene 28-30 og 48-55 kan de besøgende opleve den Danske Maleri Samling med fokus på værkerne fra den danske Guldalder, ca. 1800-1860. Perioden er kaldt ”Guldalderen”, da den portrætterer en glansperiode i den danske kunsts historie.
Ny Carlsberg Glyptoteks samling er af høj kvalitet med værker som Constantin Hansens ”Hvilende model”, C. W. Eckersbergs ”Portræt af Thorvaldsen”, Wilhelm Bendz ”Tobaksselskab”, P. C. Skovgaards ”Bøgeskov i maj”, J. Th. Lundbye ”Sjællandsk landskab” og Christen Købkes ”Parti udenfor den Nordre kastelport”. ”Studiet af nøgen kvinde” er 4 portrætter af henholdsvis W. Marstrand, C. Hansen, C. Købke og C. W. Eckersberg, som alle maler det samme motiv. Dette studie giver beskueren et enestående indblik i kunstnernes forskellige teknikker, og gør det samtidigt muligt at sammenligne kunstnernes forskelle og ligheder.
Udstillingen belyser en unik epoke i dansk malerkunst, som i begyndelsen var baseret på interessen for antikkens kunst og kultur. Denne interesse var fælles for hele Europa på denne tid. Inspiration blev hentet først ved rejser til Italien og senere til Grækenland. Fra ca. 1840 ændrede den danske kunst rolle og karakter, og gengiver nu de nationalromantiske idéer via landskabsmaleri, hvori særligt fokus er lagt på det danske land, folk og historie.
- H. E. Freund ”Odin”
- En del af den Danske Maleri Samling i den Moderne Samling
- En del af den Danske Maleri Samling i den Moderne Samling
- L. Brandstrup: Stifterparret Carl og Ottilia Jacobsen
- Herman Wilhelm Bissen: Skulptur af Prins Paris med æble

#### Den Franske Maleri og Skulptur Samling
Carl Jacobsen havde en svaghed for fransk malerkunst og skulptur, og hans storslåede samling kan opleves i salene 33-37, 46 & 56-66.
Ny Carlsberg Glyptoteks Franske Skulptursamling dækker over tidsperioden 1820-1900, som er udstillet i salene 33-37. Udstillingen har sin fokus på perioden omkring det ”Moderne gennembrud”, ca. 1870-1890. I denne periode influerer mange forskellige kunstneriske idealer imellem hinanden i skulpturen. Tidligere skildrede skulpturerne bibelske og mytiske emner, men i denne periode skildrer skulpturen samtiden og dens mennesker. Inspirationen hentes stadigvæk fra den antikke græske og romerske skulptur, men krydses nu med nye muligheder.
Ny Carlsberg Glyptoteks samling spænder fra lette salonskulpturer til Meuniers arbejderrealismer, og indeholder samtidig værker fra Carpeaux og Degas.
Samlingen indeholder mange værker af kunstneren Auguste Rodin, som var ven af Ny Carlsberg Glyptoteks stifter Carl Jacobsen. Et af samlingens hovedværker er Rodins ”Borgerne fra Calais” fra 1884-1885. Denne skulptur er en kopi af den originale statue, som står på torvet i byen Calais. Jacobsen ønskede at inkludere denne skulptur i sin samling, men da den ikke var til salg, fik han Rodin til at lave en kopi af skulpturen til hans samling på Ny Carlsberg Glyptotek. Et andet hovedværk i samlingen er Edgar Degas’ bronzestatue af ”Danserinde med balletskørt – fjorten år”. Man kan også opleve kunstnerens 73 andre bronzestatuer i denne på Glyptoteket.
Skulptørerne kombinerede de traditionelle motiver med periodens poetiske tanker. Skulpturer af menneskekroppe tynget af sorg, slaveri og gudsfrygt afspejler det hårde eksistensgrundlag for det almindelige menneske i 1800-tallet, mens skulpturer af tæt sammenslyngede par viser tidens forkærlighed for fortællinger om erotik og fjerne, mystiske verdner.
Ny Carlsberg Glyptoteks Franske Malerisamling indeholder over 200 udstillede værker, og dateres til 1820-1875.
Delacroix, David og Manet spillede afgørende roller i udviklingen af fransk maleri i første halvdel af 1800-tallet. Ny Carlsberg Glyptotek ejer flere hovedværker fra tiden, og kan derved være med til at belyse den store udvikling i den franske kunst i denne periode.
Maleriet i første halvdel af 1800-tallet kan deles op i to større retninger: en nyklassicistisk tradition med stramme linjer og omhyggelig tegning (J.-L. David) – og en ekspressiv, ’romantisk’ brug af farve (E. Delacroix).
Flere kunstbevægelser opstod parallelt i søgen efter en ny måde at se verden på også i maleriet: naturalismen, Barbizonskolen og realismen. I løbet af 1860’erne var disse retninger med til at forme udviklingen af impressionismen.
Ny Carlsberg Glyptoteks Franske Malerisamling indeholder værker fra mange forskellige kunstnere. Den besøgende kan bl.a. opleve Edgar Degas ”Toilette efter badet”, Édouard Monets ”Absinthdrikkeren”, Paul Gauguins ”Tahiti-kvinde med blomst i håret”, Claude Monets ”Skygger på havet” og Vincent van Goghs ”Landskab fra Saint Rémy” er også en del af Ny Carlsberg Glyptoteks samling, som alle kan opleves i salene 56-66 i den smukke, hvide Larsens bygning.
- En del af den Franske Skulptur Samling i den Moderne Samling
- En del af den Franske Skulptur Samling i den Moderne Samling
- Rodins ”Borgerne fra Calais”
- En del af den Franske Maleri Samling i den Moderne Samling
- En del af den Franske Maleri Samling i den Moderne Samling
- En del af den Franske Maleri Samling i den Moderne Samling
- En del af den Franske Maleri Samling i den Moderne Samling
- Edgar Degas: "Danserinde med balletskørt, fjorten år"
- Édouard Manet: '"'Absinthdrikkeren"
- Paul Gauguin: "Kystlandskab fra Martinique"

## Direktører
- (1897-1914) Carl Jacobsen
- (1914-1925) Helge Jacobsen
- (1926-1943) Frederik Poulsen
- (1943-1970) Vagn Poulsen
- (1970-1978) Mogens Gjødesen
- (1978-1998) Flemming Johansen
- (1998-2001) Søren Dietz
- (2002-2017) Flemming Friborg
- (2017-2020) Christine Buhl Andersen
- (2020-nu) Gertrud Hvidberg-Hansen